# Mustafa Talas
Mustafa Abd al-Kadir Talas (arab. ‏مصطفى عبد القادر طلاس‎, Musṭafá ʿAbd al-Qādir Ṭalās; ur. 11 maja 1932 w Ar-Rastan, zm. 27 czerwca 2017 w Paryżu) – syryjski wojskowy, wieloletni minister obrony Syrii (nieprzerwanie w kolejnych rządach od 1972 do 2004), jeden z najbliższych współpracowników Hafiza al-Asada.

## Życiorys

### Wczesna działalność
Pochodzi z rodziny sunnickiej. W wieku piętnastu lat przystąpił do partii Baas. W szkole średniej planował studia w zakresie filozofii i literatury we Francji (na Sorbonie), ostatecznie jednak wstąpił w 1952 do Akademii Wojskowej w Hims i tam zaprzyjaźnił się z Hafizem al-Asadem, który uczył się dwa lata wyżej i również należał do partii Baas. W 1954 Mustafa Talas ukończył studia. Jako zwolennik panarabizmu, z entuzjazmem przyjął powstanie Zjednoczonej Republiki Arabskiej jednoczącej Republikę Syryjską i naserowski Egipt. W 1958, gdy doszło do zawarcia unii, został skierowany do służby w Kairze, podobnie jak al-Asad, z którym blisko się przyjaźnił. Pozostał tam do września 1961, gdy po zamachu stanu Abd al-Karima an-Nahlawiego strona syryjska zerwała unię jako niekorzystną dla siebie. Talas musiał natychmiast opuścić Egipt; do Damaszku wrócił z żoną al-Asada Anisą i jego córką Buszrą (sam al-Asad został na krótko aresztowany w Kairze). Z powodu niechętnego stosunku do wydarzeń z września 1961 i naserystowskich poglądów Talas musiał odejść z wojska i został zatrudniony jako urzędnik w Ministerstwie Zaopatrzenia. W podobnej sytuacji znalazła się większość oficerów syryjskich stacjonujących przez poprzednie trzy lata w Egipcie.
Talas negatywnie oceniał politykę nowego prezydenta Syrii Nazima al-Kudsiego, jednak w odróżnieniu od al-Asada nie zaangażował się w działalność antyrządową.

### Po zamachu stanu w Syrii w 1963
Dzięki protekcji Hafiza al-Asada, jednego z organizatorów zamachu stanu w Syrii w marcu 1963, Mustafa Talas mógł wrócić do wojska i objął dowództwo 5 Brygady Pancernej. Al-Asad wprowadził go również do Komitetu Wojskowego Partii Baas, który de facto miał największy wpływ na rządy w kraju. Talas zawdzięczał nominację swojej przyjaźni z al-Asadem, sam bowiem nie brał żadnego udziału w przewrocie. W 1964 został nominowany przez prezydenta Amina al-Hafiza na przewodniczącego trybunału, który sądził uczestników wystąpień zorganizowanych przeciwko władzy partii Baas przez syryjski oddział Braci Muzułmanów. W roku następnym wszedł do Rady Rewolucyjnych Dowódców Syrii. W Radzie Talas popierał gen. Amina al-Hafiza przeciwko wojskowym o radykalnych poglądach lewicowych, na czele z Salahem Dżadidem i Hafizem al-Asadem. W 1965 zmienił jednak front. Według jednej z wersji zdecydowała o tym wcześniejsza znajomość z al-Asadem. Według innej Talas wdał się w bójkę w klubie nocnym, po czym gen. al-Hafiz rozpoczął przeciwko niemu postępowanie dyscyplinarne. Salah Dżadid doprowadził jednak do jego zawieszenia, co sprawiło, że Talas w Radzie popierał odtąd radykałów.
W 1966 Talas wziął udział w zamachu stanu, po którym radykalnie lewicowa frakcja partii Baas odsunęła od władzy frakcję umiarkowaną z Aminem al-Hafizem oraz pierwszymi przywódcami partyjnymi Michelem Aflakiem i Salah ad-Dinem al-Bitarem. Brał udział w walkach ze zwolennikami Aflaka w Hamie i aresztował sympatyzującego z nim dowódcę garnizonu w Hims. W 1967 przewodniczył trybunałowi, który skazał na śmierć Salima Hatuma za próbę obalenia rządu.

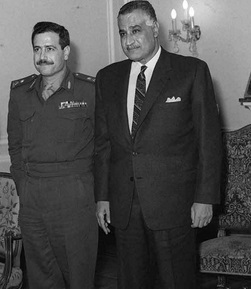
Mustafa Talas i Gamal Abdel Naser, 1968

Podczas wojny sześciodniowej, w której Syria poniosła klęskę, Talas dowodził siłami rezerwowymi. Już po zakończeniu działań wojennych, w lutym 1968, prezydent Nur ad-Din al-Atasi mianował go szefem sztabu wojsk syryjskich w miejsce Ahmada Suwajdaniego. W tym samym roku Talas został wiceministrem obrony. W 1969 podejmował zakończone niepowodzeniem starania o zjednoczenie w jedną organizację palestyńskich formacji zbrojnych. W rywalizacji o władzę między Salahem Dżadidem a Hafizem al-Asadem poparł tego ostatniego.
30 października 1970 Salah Dżadid zwołał na 30 listopada 1970 kongres partii Baas. Z jego inspiracji kongres potępił działalność al-Asada i pozbawił go stanowiska ministerialnego, a Mustafę Talasa usunął ze stanowiska szefa sztabu. Decyzje kongresu nigdy nie zostały wdrożone w życie, gdyż natychmiast po ich ogłoszeniu al-Asad przeprowadził zamach stanu, po którym objął pełnię władzy w Syrii.

### W okresie rządów Hafiza al-Asada
Po przewrocie Talas został zastępcą głównodowodzącego syryjskich sił zbrojnych. Aby wyróżnić go spośród innych syryjskich generałów, al-Asad utworzył specjalnie dla niego stopień imada, którego przez pewien czas nie nadawano żadnemu innemu oficerowi. W 1971 al-Asad polecił Talasowi przeprowadzenie poufnych rozmów z królem Jordanii Husajnem w sprawie zbrojnych oddziałów palestyńskich, które Husajn postanowił w 1970 usunąć ze swojego kraju (Czarny Wrzesień). Talas zasugerował Palestyńczykom przeniesienie się na terytorium Syrii, ci jednak odrzucili ofertę, udając się ostatecznie do Libanu. W tym samym roku był przez kilka miesięcy deputowanym do syryjskiego parlamentu. Należał do najbardziej wpływowych polityków wyznania sunnickiego w Syrii i był jednym z nielicznych oficerów piastujących najwyższe stanowiska w zdominowanej przez alawitów armii syryjskiej. Zadecydowała o tym wieloletnia przyjaźń z al-Asadem.

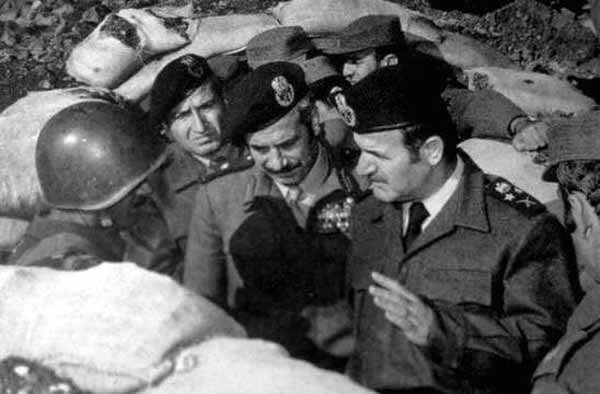
Mustafa Talas i Hafiz al-Asad na froncie syryjskim podczas wojny Jom Kipur

W marcu 1972 Mustafa Talas został mianowany ministrem obrony i wiceministrem do spraw wojskowych. Stanowisko ministra obrony piastował w każdym kolejnym rządzie Syrii do 2004. Brał udział w planowaniu wspólnej z Egiptem wojny przeciwko Izraelowi w 1973 i w jej trakcie współdowodził siłami syryjskimi. Dwa lata później pośredniczył w rozmowach między Falangami Libańskimi a Organizacją Wyzwolenia Palestyny. W kolejnych latach Talas wielokrotnie udawał się do Moskwy, by negocjować rozmiary radzieckiej pomocy wojskowej dla Syrii. Szczególnie zaprzyjaźnił się z Leonidem Breżniewem.
W 1983 znalazł się w sześcioosobowej radzie kierującej państwem podczas choroby Hafiza al-Asada. Rok później poparł go w konfrontacji z jego bratem Rifatem, który usiłował dokonać zamachu stanu i odsunąć brata od władzy.

### Za rządów Baszszara al-Asada
Mustafa Talas poparł objęcie urzędu prezydenta Syrii przez Baszszara al-Asada po śmierci jego ojca, chociaż bezpośredniego po jego zgonie krążyły pogłoski, że postanowił przejąć władzę w kraju dla siebie. Przez pierwsze lata rządów nowego prezydenta należał do jego powierników. Wielokrotnie też występował publicznie w jego towarzystwie. Należał do sześcioosobowego komitetu, który miał wspierać Baszszara al-Asada na początkowym etapie pełnienia przez niego zadań sekretarza generalnego partii.
W 2004, podczas kolejnej rekonstrukcji syryjskiego rządu, ustąpił ze stanowiska ministra obrony, które objął gen. Hasan Turkumani i odszedł na emeryturę. W 2005 zrzekł się również pełnionych stanowisk w Przywództwie Regionalnym Partii Baas. Według innego źródła ze stanowisk tych został usunięty, podobnie jak inni działacze sprzeciwiający się wdrożeniu w Syrii jakichkolwiek reform.
Po wybuchu protestów przeciwko autorytarnym rządom al-Asada w Syrii w 2011, podczas Arabskiej Wiosny, Mustafa Talas wyjechał do Francji, oficjalnie w celu podjęcia leczenia. Zmarł w 2017 r. w Paryżu.

## Publicystyka i działalność wydawnicza
Po tym, gdy stał się jedną z najbardziej wpływowych postaci w Syrii, Talas założył w Damaszku prywatne wydawnictwo, starał się również uzyskać reputację patrona sztuki oraz człowieka gruntownie wykształconego.
Publikował na szereg tematów, m.in. napisał biografię Nizara Kabbaniego, szkice poświęcone powstaniu Arabów przeciwko Imperium Osmańskiemu, sztuce wojennej czasów Mahometa oraz postaci Hafiza al-Asada. Wydał także dwutomowe wspomnienia. Jest jedynym politykiem syryjskiej partii Baas, który w takiej formie opisał swoją działalność po 1963. Jego wydawnictwo drukowało również pozycje o treści antyżydowskiej. W 1986 Mustafa Talas wydał własną książkę pt. Maca Syjonu, w której oskarżył Żydów damasceńskich o dokonanie w 1840 mordu rytualnego, odwoływał się również do treści Protokołów Mędrców Syjonu.

## Życie prywatne
Mustafa Talas ożenił się z Lamją al-Dżabiri, potomkinią zamożnej sunnickiej rodziny z Aleppo. Jego starszy syn Firas (ur. 1960) został biznesmenem. Młodszy, Manaf (ur. 1964), ukończył Akademię Wojskową i przyjaźnił się z Basilem i Baszszarem al-Asadami. W 2012, podczas wojny domowej w Syrii, będąc generałem brygady, porzucił służbę w wojsku syryjskim i udał się do Paryża. Talas ma również córki Nahib (ur. 1958) i Sarję (ur. 1978).